# Louis Peulevey
Louis Armand Léon Peulevey est un homme politique français né le 22 février 1815 à Coquainvilliers (Calvados) et mort le 23 juin 1885 à Fontenay-sous-Bois (Val-de-Marne).

## Biographie
Né dans une famille d'agriculteur de Jean Abraham Peulevey installé au Torquesne, canton de Blangy-le-Château et de Marie Anne Lechangeur.
Élève au collège de Lisieux, puis étudiant en droit il passe sa licence en 1838 et prête serment comme avocat devant la cour de Rouen la même année.En 1846, il épouse Anne Elisabeth Mallet avec laquelle il a déjà 3 enfants dont un fils Léon Henri né en 1843. Nommé lieutenant de juge à Pondichery en 1848, un deuxième fils Georges nait le 5 avril 1850 à Pondichery et devient avocat, comme son père.
 Rentré en France il s'inscrit au barreau de Lisieux et est nommé au Havre comme avocat en 1855.
Il est conseiller municipal en 1865. Il est procureur général à Rouen après le 4 septembre 1870, et quitte ce poste en mars 1871. Initié à la Franc maçonnerie, à la loge des "Arts Réunis" de Rouen, il entre au "3H" du Havre dont il est l'orateur. Conseiller général, il est député de Seine-Maritime de 1878 à 1885, inscrit au groupe de l'Union républicaine.
 Il est enterré au cimetière Sainte-Marie au Havre.

## Sources
- Dictionnaire des parlementaires de Haute-Normandie sous la Troisième République (1871-1940), dirigé par Jean-Pierre Chaline, Anne-Marie Sohn. Contributions de Centre de recherches sur l'histoire du XIXe siècle

Presses universitaires de Rouen  (ISBN 978-2-87775-294-7)